# Patok (Mazovie)
Pour les articles homonymes, voir Patok.
Patok (prononciation : [ˈpatɔk]) est un village polonais de la gmina de Kałuszyn dans le powiat de Mińsk de la voïvodie de Mazovie dans le centre-est de la Pologne.

## Histoire
De 1975 à 1998, le village appartenait administrativement à la voïvodie de Siedlce.